# 신정이펜2로
신정이펜2로(Shinjeongipen2-ro)는 서울특별시 양천구 신정동에 있는 서울특별시도로, 총 연장은 636m이다. 도로의 명칭이 유래된 것은 지역특성을 반영하여 부여되었다.

## 역사
- 2011년 10월 31일 : 도로명으로 신정이펜2로를 고시

## 주요 경유지
- 양천구
  - 신정3동

## 접촉하는 도로
- 신월로
- 신정이펜1로

## 주요 건물 및 시설
- 서남프라자2 (신정이펜2로 14/신정동 1320-1)
- 서울신은초등학교 (신정이펜2로 30/신정동 1319)
- 서울신정이펜하우스2단지 (신정이펜2로 55/신정동 1322)